# Бадминтон на Универсиадах
Соревнования по бадминтону проводятся на летних Универсиадах начиная с 2007 года (за исключением летних Универсиад 2009 и 2019 годов). Разыгрываются шесть комплектов наград: у мужчин и женщин по отдельности — одиночный и парный разряды; также проводятся соревнования смешанных пар (мужчина и женщина; смешанный парный разряд) и смешанное командное первенство.

## Призёры соревнований

### Мужчины

#### Одиночный разряд
| Год  | Золото                   | Серебро         | Бронза                                       |
| ---- | ------------------------ | --------------- | -------------------------------------------- |
| 2007 | Boonsak Ponsana          | Chen Hong       | Liao Sheng-shiun Poompat Sapkulchananart     |
| 2011 | Суппаню Авихингсанон     | Вэнь Кай        | Такума Уэда Сюэ Сюаньи                       |
| 2013 | Tanongsak Saensomboonsuk | Gao Huan        | Iskandar Zulkarnain Zainuddin Chou Tien-chen |
| 2015 | Jeon Hyeok-jin           | Son Wan-ho      | Chou Tien-chen Hsu Jen-hao                   |
| 2017 | Wang Tzu-wei             | Kenta Nishimoto | Pannawit Thongnuam Yu Igarashi               |

#### Парный разряд
| Год  | Золото                                            | Серебро                                        | Бронза                                                                                                |
| ---- | ------------------------------------------------- | ---------------------------------------------- | --- |
| 2007 | Таиланд · Sudket Prapakamol · Patapol Ngernsrisuk | Китайский Тайбэй Tsai Chia-hsin Hsieh Yu-hsing | Китай · Shen Ye · Zhang Wei · Таиланд · Songphon Anugritayawon · Nuttaphon Narkhtong                  |
| 2011 | Таиланд · Бодин Исара · Манипонг Джонгджит        | Китайский Тайбэй Фан Цземинь Ли Шэнму          | Индонезия · Ренди Сугиарто · Афиат Юрис Вираван · Китайский Тайбэй · Ляо Миньцзюнь · У Цзюньвэй       |
| 2013 | Республика Корея · Ko Sung-hyun · Lee Yong-dae    | Россия · Владимир Иванов · Иван Созонов        | Республика Корея · Hong Ji-hoon · Kim Gi-jung · Малайзия · Loh Wei Sheng · Jagdish Singh              |
| 2015 | Республика Корея · Kim Gi-jung · Kim Sa-rang      | Китай · Wang Yilyu · Zhang Wen                 | Малайзия · Low Juan Shen · Mohamad Arif Abdul Latif · Таиланд · Bodin Isara · Nipitphon Phuangphuapet |
| 2017 | Республика Корея · Kim Jae-hwan · Seo Seung-jae   | Япония · Katsuki Tamate · Kenya Mitsuhashi     | Малайзия · Jagdish Singh · Vincent Phuah Cheng Wei · Китайский Тайбэй · Lee Jhe-huei · Lee Yang       |

### Женщины

#### Одиночный разряд
| Год  | Золото       | Серебро                  | Бронза                           |
| ---- | ------------ | ------------------------ | -------------------------------- |
| 2007 | Ван Ихань    | Cheng Shao-chieh         | Moltijla Meemeak Wang Lin        |
| 2011 | Чжэн Шаоцзе  | Бай Сяома                | Лю Фанхуа Ши Сяоцянь             |
| 2013 | Sung Ji-hyun | Tai Tzu-ying             | Yao Xue Porntip Buranaprasertsuk |
| 2015 | Sung Ji-hyun | Porntip Buranaprasertsuk | Shiho Tanaka Tai Tzu-ying        |
| 2017 | Tai Tzu-ying | Lee Jang-mi              | Chiang Mei-hui Yang Li Lian      |

#### Парный разряд
| Год  | Золото                                          | Серебро                                              | Бронза                                                                                       |
| ---- | ----------------------------------------------- | ---------------------------------------------------- | -------------------------------------------------------------------------------------------- |
| 2007 | Китайский Тайбэй Cheng Wen-hsing Chien Yu-chin  | Китай · Pan Pan · Тянь Цин                           | Китай · Zhang Dan · Wang Lin · Таиланд · Duanganong Aroonkesorn · Kunchala Voravichitchaikul |
| 2011 | Республика Корея · Ом Хевон · Чан Ена           | Китайский Тайбэй Бай Сяома Чэн Шаоцзе                | Таиланд · Нессара Сомсри · Савитри Амитрапай · Китайский Тайбэй · Се Пэйчжэнь · Ван Пэйжун   |
| 2013 | Республика Корея · Chang Ye-na · Kim So-yeong   | Китай · Luo Yu · Тянь Цин                            | Республика Корея · Lee So-hee · Shin Seung-chan · Малайзия · Chow Mei Kuan · Lee Meng Yean   |
| 2015 | Республика Корея · Lee So-hee · Shin Seung-chan | Республика Корея · Go Ah-ra · Yoo Chae-ran           | Япония · Miki Kashihara · Miyuki Kato · Китайский Тайбэй · Hsu Ya-ching · Pai Yu-po          |
| 2017 | Китайский Тайбэй Hsu Ya-ching Wu Ti-jung        | Таиланд · Chayanit Chaladchalam · Phataimas Muenwong | Япония · Miyuki Kato · Miki Kashihara · США · Annie Xu · Kerry Xu                            |

### Смешанный парный разряд (парный микст)
| Год  | Золото                                           | Серебро                                         | Бронза                                                                                             |
| ---- | ------------------------------------------------ | ----------------------------------------------- | -------------------------------------------------------------------------------------------------- |
| 2007 | Республика Корея · Ким Минджон · Yoo Yeon-seong  | Китайский Тайбэй Cheng Wen-hsing Fang Chieh-min | Китай · Zhang Dan · Chen Hong · Таиланд · Salakjit Ponsana · Sudket Prapakamol                     |
| 2011 | Республика Корея · Ом Хевон · Син Пэкчхоль       | Китайский Тайбэй Се Пэйчжэнь Ли Шэнму           | Индонезия · Шенди Пуспа Иравати · Рики Видианто · Таиланд · Савитри Амитрапай · Манипонг Джонгджит |
| 2013 | Республика Корея · Kim Gi-jung · Kim So-yeong    | Китай · Liu Cheng · Тянь Цин                    | Россия · Владимир Иванов · Нина Вислова · Китайский Тайбэй · Chen Hung-ling · Wang Pei-rong        |
| 2015 | Республика Корея · Kim Gi-jung · Shin Seung-chan | Китайский Тайбэй Chiang Kai-hsin Lu Ching-yao   | Республика Корея · Go Ah-ra · Kim Sa-rang · Китайский Тайбэй · Tseng Min-hao · Hsieh Pei-chen      |
| 2017 | Китайский Тайбэй Wang Chi-lin Lee Chia-hsin      | Малайзия · Nur Mohd Azriyn Ayub · Goh Yea Ching | Россия · Rodion Alimov · Alina Davletova · Китайский Тайбэй · Lee Yang · Hsu Ya-ching              |

### Смешанное командное первенство (командный микст)
| Год  | Золото           | Серебро | Бронза                       |
| ---- | ---------------- | ------- | ---------------------------- |
| 2007 | Таиланд          | Китай   | Индонезия · Китайский Тайбэй |
| 2011 | Индонезия        | Китай   | Китайский Тайбэй · Таиланд   |
| 2013 | Республика Корея | Китай   | Таиланд · Китайский Тайбэй   |
| 2015 | Республика Корея | Китай   | Таиланд · Малайзия           |
| 2017 | Китайский Тайбэй | Япония  | Таиланд · Малайзия           |

## Медальный зачёт
суммарно медали для страны во всех видах соревнований
| Место          | Страна           | Золото | Серебро | Бронза | Всего |
| -------------- | ---------------- | ------ | ------- | ------ | ----- |
| 1              | Республика Корея | 15     | 3       | 3      | 21    |
| 2              | Китайский Тайбэй | 7      | 8       | 16     | 31    |
| 3              | Таиланд          | 6      | 2       | 15     | 23    |
| 4              | Китай            | 1      | 12      | 7      | 20    |
| 5              | Индонезия        | 1      | 0       | 3      | 4     |
| 6              | Япония           | 0      | 3       | 5      | 8     |
| 7              | Малайзия         | 0      | 1       | 8      | 9     |
| 8              | Россия           | 0      | 1       | 2      | 3     |
| 9              | США              | 0      | 0       | 1      | 1     |
| Всего стран: 9 | Всего стран: 9   | 30     | 30      | 60     | 120   |